# Juego social

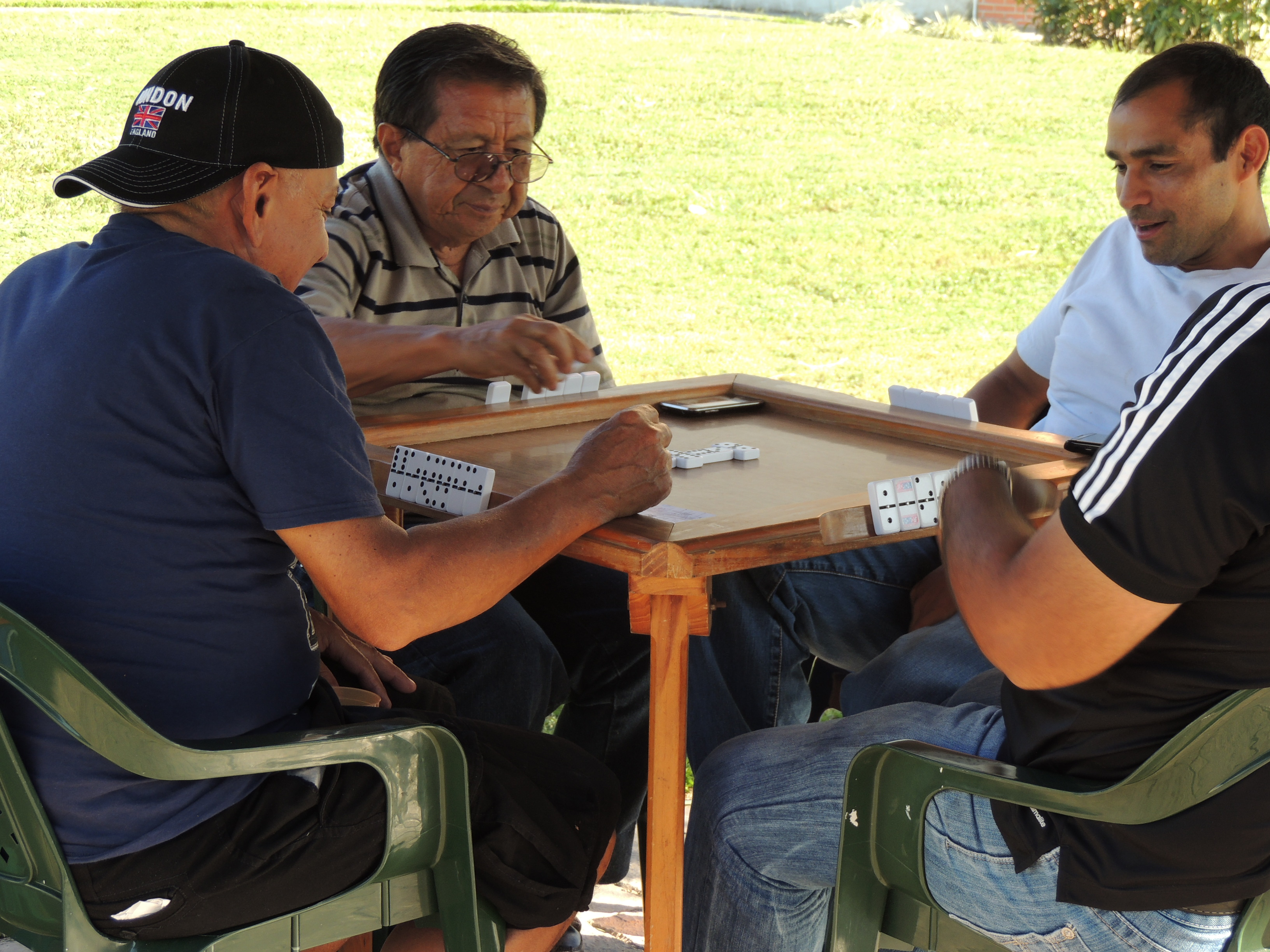
Jugando al dominó.

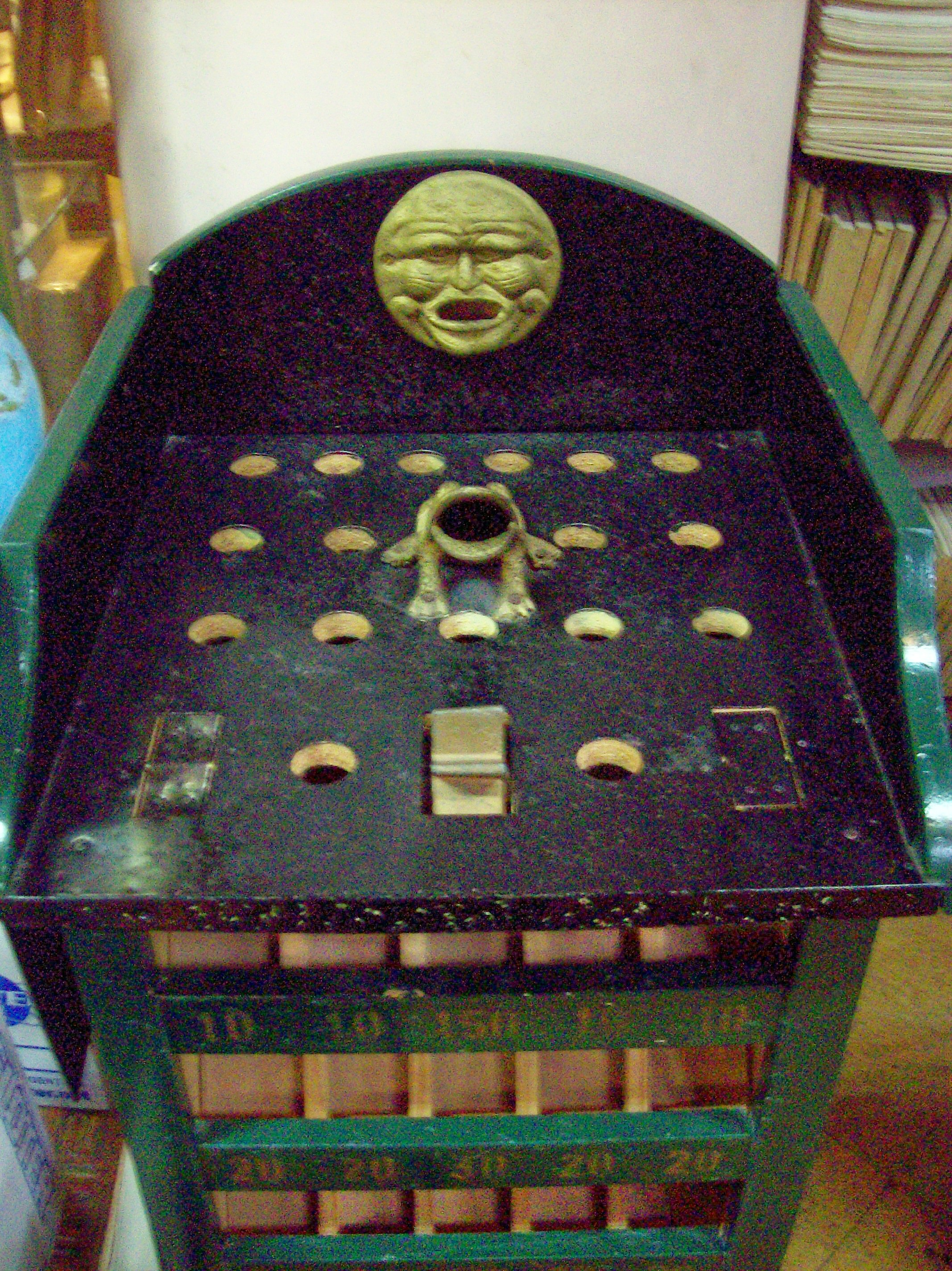
Juego del sapo o juego de la rana.

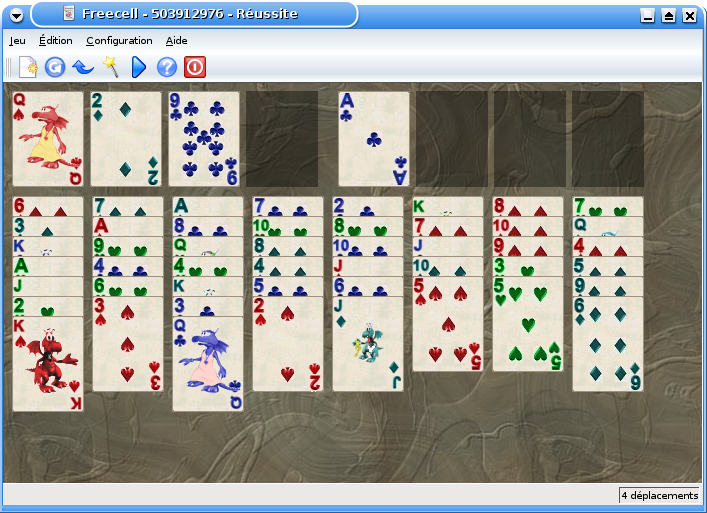
Una instancia del juego Carta blanca en KDE.

Un juego social es un juego que se practica entre dos o más personas, frecuentemente en ambientes cerrados o techados, que básicamente incluye los juegos de salón y los de mesa, y que no incluye los juegos deportivos en los que mayoritariamente influye la habilidad física y el esfuerzo muscular de los participantes.
Los juegos sociales se oponen a aquellos que pueden practicarse en soledad, o sea a aquellos en los que hay un único jugador en competencia, como por ejemplo el solitario de cartas, el rompecabezas, el crucigrama (o juego de palabras cruzadas), el sudoku (de origen japonés), el cubo de Rubik (rompecabeza mecánico tridimensional), el tangram (de origen chino), los puzles mecánicos como el cubo Soma y el cubo de Bedlam, las Torres de Hanói (juego matemático), el juego Carta blanca, etc.

## Definición
No hay una definición muy precisa que sea universalmente admitida. Se excluyen generalmente de este grupo los juegos que implican actividades esencialmente físicas, a los que se suele englobar con la denominación genérica de deportes, a pesar de que muchos de estos últimos requieren buenos reflejos, rápidas reacciones, agilidad mental, y aplicación de estrategias. También se suelen excluir los juegos previstos para ser jugados por un único jugador, como por ejemplo Carta Blanca, aunque véase que el mismo fácilmente podría transformarse en un juego social, por el simple hecho de plantear una competencia entre dos o más personas, quienes jugarían alternativamente por ejemplo en tres o más rondas, dándose por ganador a aquel que primero llegue a los tres juegos ganados.
Por otra parte, a veces se utiliza esta denominación de juego social, para designar a aquellos juegos que no incluyen los juegos más clásicos y de campeonatos, tales como ajedrez y bridge, y que tampoco incluyen el grupo de juegos conocidos como juegos de guerra y juegos de miniaturas. De todas formas y en líneas generales, puede considerarse que los términos «juego de sociedad» y «juego social» agrupan a todos aquellos juegos en los que al menos participan dos jugadores o participantes.
Usualmente, los juegos sociales son juegos intelectuales, ya que con frecuencia requieren reflexión, creatividad, e ingenio. También, estos juegos pueden requerir agilidad mental, observación, y vivacidad.
Los juegos sociales se caracterizan por tener un reglamento —las reglas del juego— más o menos complejo, y según los casos involucran en forma importante el buen sentido, la memoria o el azar. De todas maneras y desde los años 1990, se nota el surgimiento de juegos que podríamos llamar conviviales, en los cuales el objetivo central es mucho más el de pasar un momento agradable y distendido entre amigos, que el de ejercer las capacidades de reflexión, de memoria, o demostrar una habilidad especial.
Para jugar un juego social, con frecuencia se requiere de ciertos elementos o soportes : naipes, zona de juego, dados, piezas o fichas móviles, etc. Este material en ciertos casos podría ser improvisado por ejemplo con piedritas, porotos secos, frasquitos vacíos, etc, y a veces es específico y característico del juego.
El número de participantes en un juego social es variable, como mínimo es dos, y por lo general se limita a unas pocas personas (no mucho más allá de cuatro o de seis).

## Mecanismos[7]
Con alguna frecuencia, un juego responde a un determinado mecanismo, o a varios. Algunas veces se categorizan estos mecanismos para cada juego, de forma de indicar la parte aproximada que corresponde a cada uno de ellos en el resultado del juego — por ejemplo: azar (2/10) ; táctica (4/5) … —.
AzarEn el desarrollo del juego incide el azar (lanzamiento de dados, cartas en un orden arbitrario y desconocido, mezcla de ambas cosas …).
TácticaLas diferentes etapas son ejecutadas de forma que cada jugador debe tomar decisiones a la hora de jugar, con frecuencia arreglando las mismas según una idea o regla.
EstrategiaLas intervenciones y decisiones de un jugador son ejecutadas concibiendo cadenas en donde se tienen en cuenta las interacciones y combinaciones.
HabilidadLa habilidad de los jugadores interviene en el juego, en lo que concierne a agilidad mental, rapidez de reacciones, control psico-motor, etc.
MemoriaLos jugadores obtienen ventajas cuando logran retener determinadas instancias o características de la historia de una partida, y obran en consecuencia.
CulturaEl objetivo del juego recae sobre una o varias temáticas, sobre las cuales se plantean ciertas preguntas y se analizan las respuestas.
Bluff/PsicologíaLas emociones y los dichos de los jugadores, y sus comportamientos (simulados o no), influyen sobre el resultado del juego.
ApuestasLos jugadores deberán aceptar o rechazar apuestas de sus contrapartes, o superar las mismas en cuanto a su valor. En este tipo de juegos, el azar tiene una función principal.
Intercambios/ComercioEn determinadas circunstancias, los jugadores deben obligatoriamente intercambiar cartas, fichas, u otros objetos.
Reflejos/RapidezLos reflejos y la rapidez de los jugadores interviene en el resultado.
RecorridosLos juegos tienen un lugar de partida y otro de llegada (en general, en un cartón de base, marco, o tablero), y el éxito depende de la progresión de una o varias fichas en el camino que los une.
ReflexiónLos jugadores obtienen ventajas cuando utilizan la lógica y la introspección.
SentidosUna buena utilización de los sentidos permitirá ganar u obtener ventajas (reconocer voces o gritos de compañeros cuando no están al alcance visual, encontrar un determinado objeto en una bolsa con la única ayuda del tacto, etc…).
Observación y memoria visualLos jugadores deben retener determinados elementos que se les muestran visualmente, y memorizarlos.
Prendas o CastigosEn ciertos momentos o circunstancias, las reglas imponen a un jugador cumplir una prenda o pena (cantar, hacer una imitación o una acrobacia, bailar, etc). Los "juegos de la bebida" son un ejemplo; otro es "Antón Pirulero".

## Materiales y soportes[9]
Con los costos en muchos casos en disminución, y con las nuevas tecnologías de fabricación, los juegos sociales son generalmente comercializados, incluyendo el adecuado material necesario, el cual podría incluir los elementos que se indican a continuación.

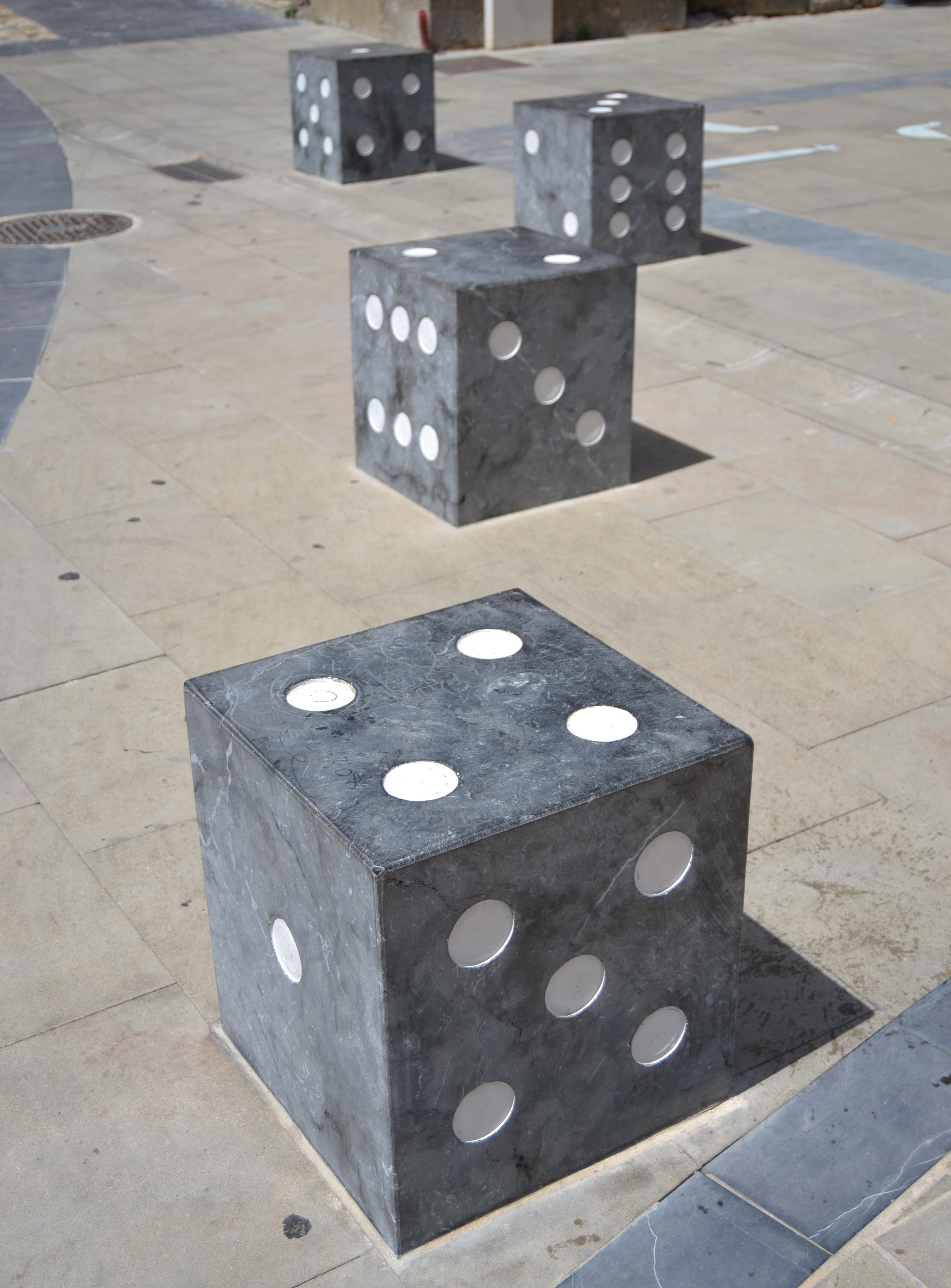
Dados del juego de la oca en la plaza de Santiago (en grandes dimensiones), junto a la iglesia del mismo nombre, en Logroño (La Rioja), España.

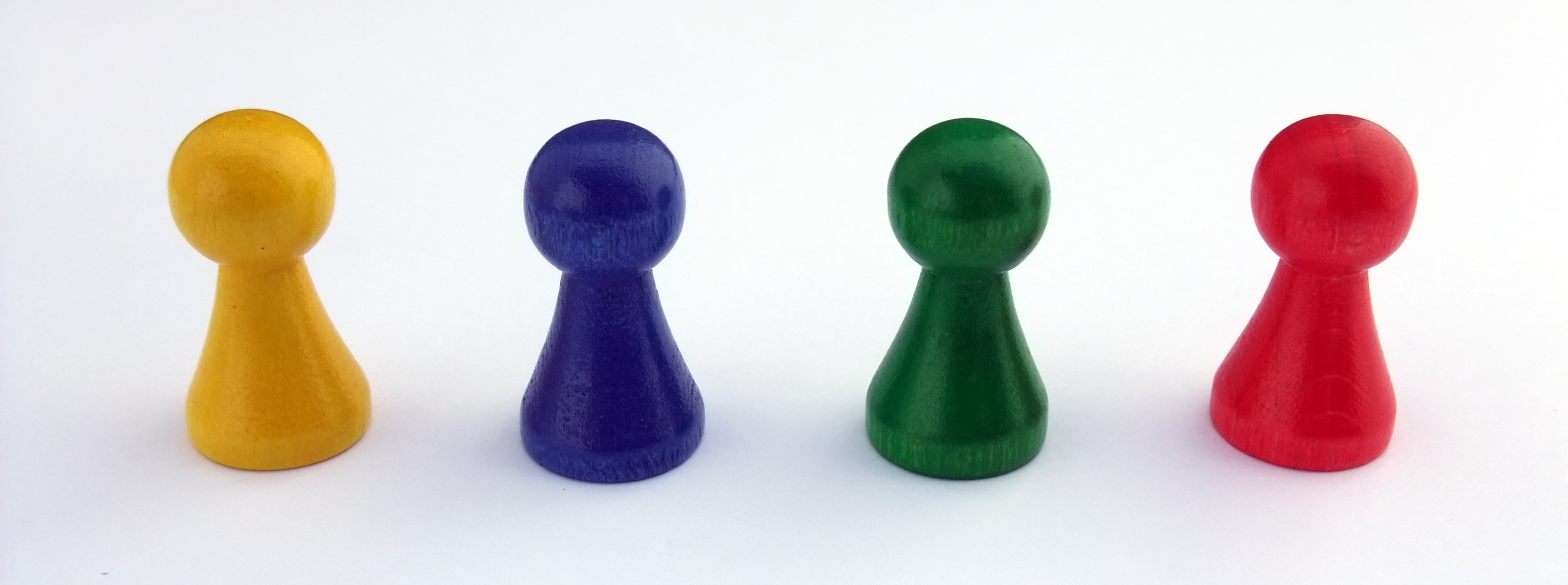
Piezas (fichas) de juego.

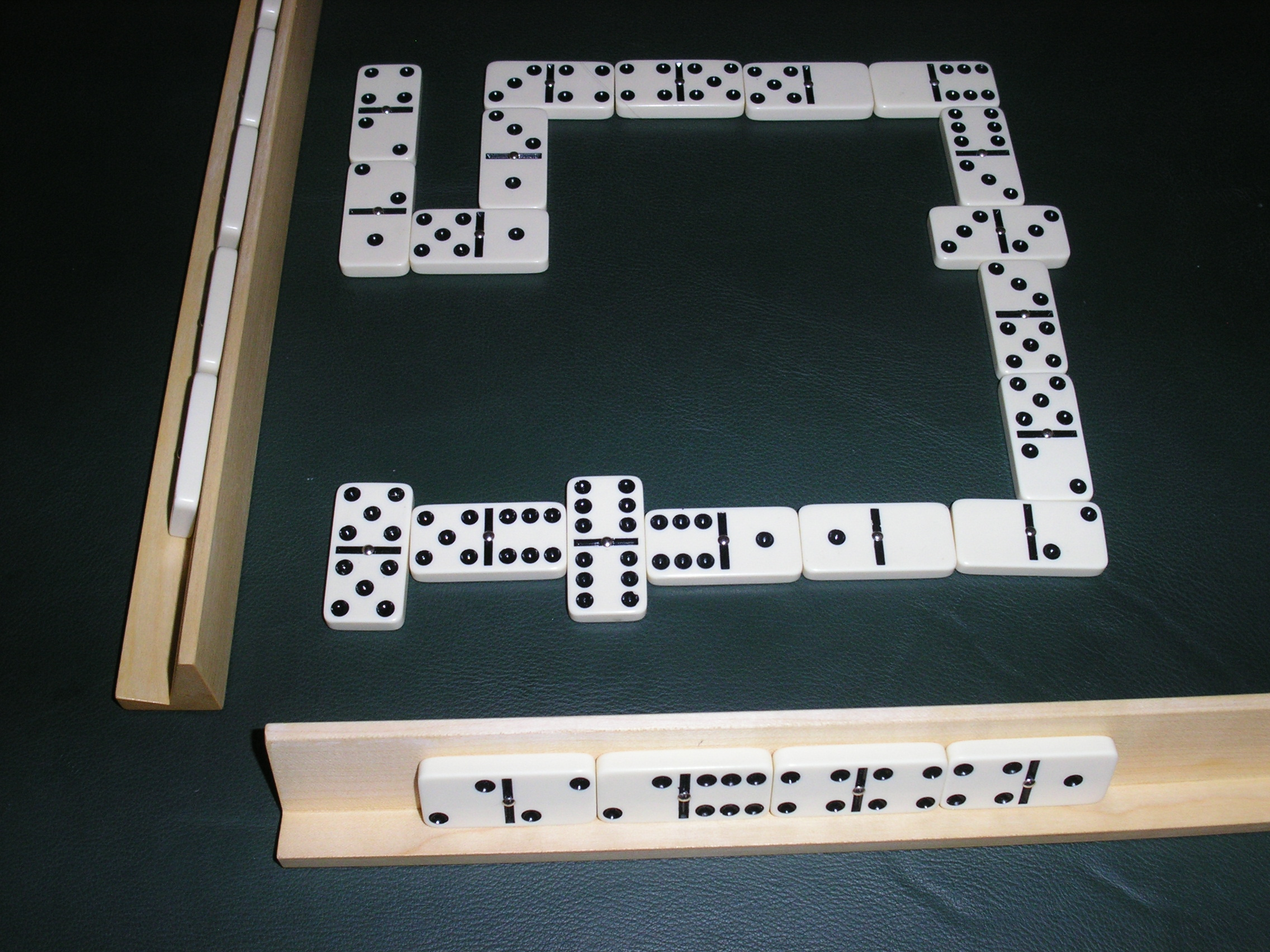
Juego de dominó en desarrollo ; véase las fichas de los jugadores protegidas por pantallas proporcionadas por el fabricante.

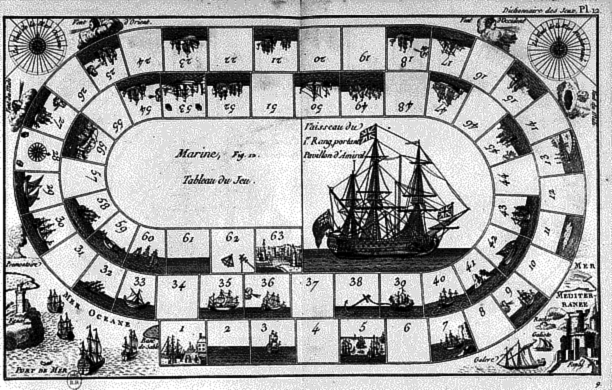
"Jeu de marine", versión francesa del juego de la oca del año 1792.

Tablero o base del juego "Parchís", que es similar al Ludo.

DadosPermiten integrar el azar en el proceso de juego, ya que podrían ser lanzados, o bien posicionados en una fase elegida por alguno de los jugadores. Los dados por ejemplo podrían permitir generar y acumular los "puntos de vida" de un jugador, o podrían determinar el éxito o fracaso de una acción. Los dados más corrientes y comunes son los de 6 caras o lados, pero también hay dados de 2, 4, 8, 10, 12 … caras, o más. Las combinaciones de dos o más dados equivaldrían a un único dado de muchas caras. Los dados no son obligatoriamente equiprobables en todos sus resultados posibles, ya que por ejemplo, podrían tener dos o más caras con el mismo nombre, motivo, valor, o color.
Piezas o fichas del juegoGeneralmente contienen o se identifican con varios avatares o colores, para así fácilmente poder asignar un avatar o color a cada jugador. También las piezas o fichas podrían ser neutras, o sea, no ser consideradas como pertenecientes a ningún jugador, o en su caso, ser consideradas como pertenecientes al propio juego. La forma o el aspecto de las distintas fichas puede ser diferente según sea el elemento de que se trate (el caso típico son las fichas del ajedrez), lo que ayuda a los jugadores a recordar el rol y las posibilidades de cada ficha.
Fichas valoradasSon piezas de plástico o de cartón espeso o de otros materiales, donde están inscritos ciertos valores que representan puntos o dinero (ejemplos: las fichas del dominó o del mah-jong; las fichas de la ruleta …).
Chapa o tantoPermiten cuantificar ganancias según sea el número de ellos en posesión de cada jugador.
BilletesTambién califican la riqueza o ganancia de los distintos jugadores, y permiten elegir o ejecutar acciones valoradas.
Tablero, paño, tapete, o pistaEs el terreno de juego, en madera o plástico, en tejido, con frecuencia en cartón, y es donde se disponen las piezas o fichas o cartas de los jugadores, y donde se realizan movimientos o capturas, según las reglas establecidas. Como complemento, a veces se utilizan pequeños atriles (uno para cada jugador).
Recuadros o posicionesSon las divisiones visibles en el tablero o tapete. Cuando estas divisiones son cuadradas, en muchos casos se permiten los movimientos en línea recta hacia los lados y también los movimientos en diagonal. Cuando las divisiones son hexágonos regulares, podrían ser permitidos los desplazamientos hasta en seis diferentes direcciones (en línea recta).
Zona de puntajePuede estar prevista en una zona especial del tablero o de la zona de juego, o ser ubicada en su periferia; incluso puede consistir en un papel o libretita donde se hacen anotaciones. Lo esencial, es que los jugadores puedan consultar en todo momento su propio puntaje y el de sus adversarios. En ciertos casos o momentos especiales, el puntaje acumulado por cada jugador puede tener una influencia decisiva sobre el desarrollo del juego, y sobre el comportamiento de cada jugador.
MarcadoresCon frecuencia cumplen un rol similar a las fichas, y por ejemplo permiten ampliar las capacidades de movimiento de las fichas que señalan o distinguen.
Cartas o naipesExisten juegos en los que el único material utilizado son las cartas, aunque en otros casos, las cartas son únicamente un accesorio o complemento, y básicamente cumplen el rol de informar y valorar. Con frecuencia, el anverso de la carta es un motivo uniforme. Se dice que se juega a cartas ocultas, cuando son tenidas o ubicadas de modo que solamente el anverso de las mismas sean visibles para los otros jugadores o para la totalidad de los jugadores; otra técnica para no revelar el juego a los adversarios consiste en proteger las mismas usando una pequeña mampara adaptada a esa finalidad, o incluso usando la propia cubierta protectora del juego de naipes a tal fin. Hay juegos en los que se usan naipes o fichas según lo que es tradicional en el país de que se trate, por ejemplo el pai gow.
Fichas o cartas especialesSon elementos especiales, a veces llamados "comodines", que informan ciertas cosas al jugador que los recibe, como por ejemplo, características de los personajes del juego, posibilidades especiales del elemento, la regla que extraordinariamente puede ser aplicada por el poseedor de ese elemento …
Pantallas o resguardosPermiten delimitar una zona para cada jugador, en donde es posible guardar secretos no accesibles a los otros jugadores. En ciertos juegos y al inicio de los mismos, es necesario mostrar las fichas o cartas propias a los otros jugadores, para luego taparlas o esconderlas, y entonces, la memoria de los jugadores puede tener su importancia, ya que un jugador podría modificar su estrategia según lo que recuerde de las fichas o cartas de los otros jugadores.
Reloj de arena o medidor de tiempo de cualquier tipoPermite controlar los límites para la reflexión en forma global o para una determinada jugada.

## Materiales y soportes

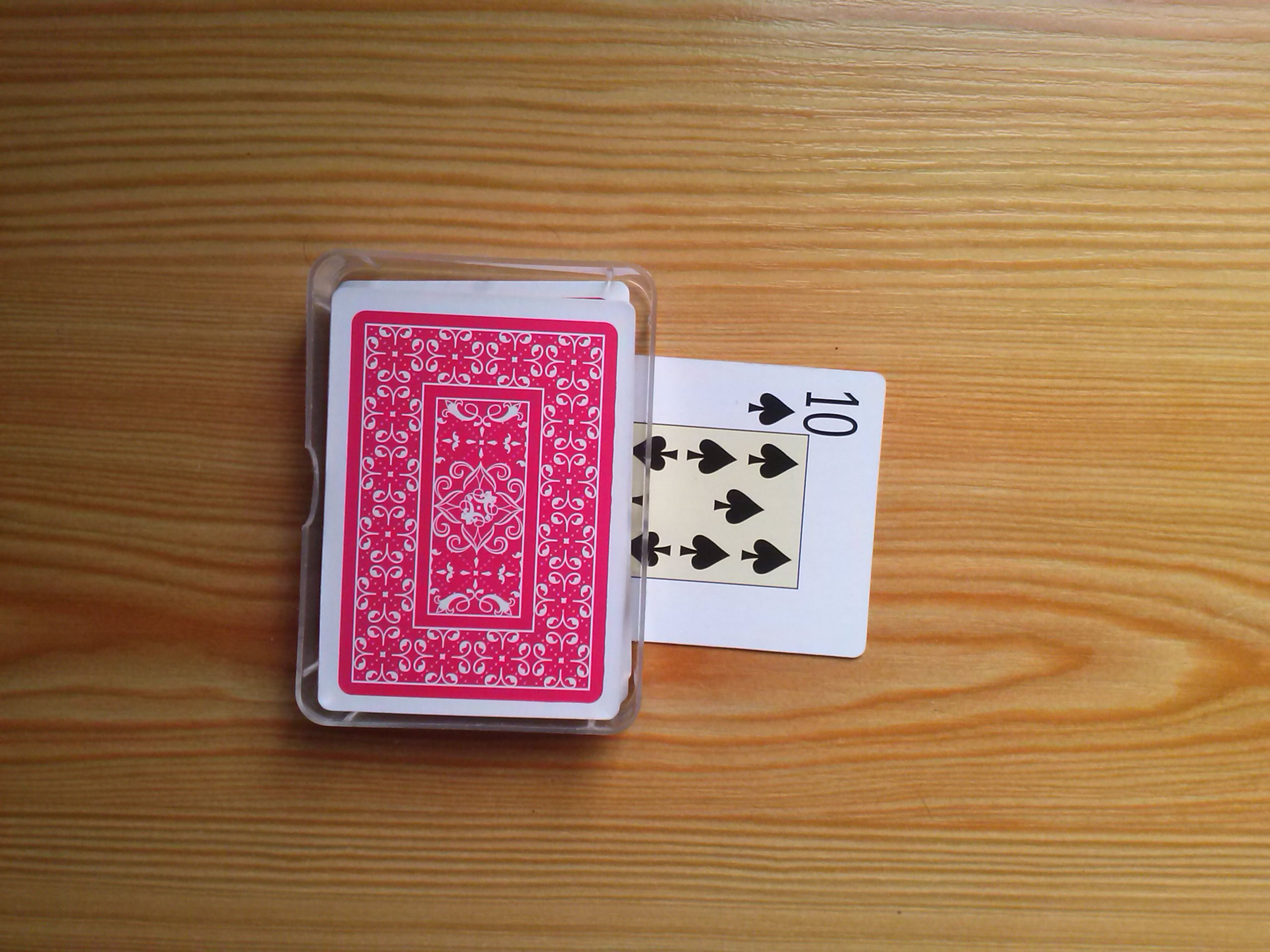
Carta vista bajo un mazo en 90°, típico del juego Durak.

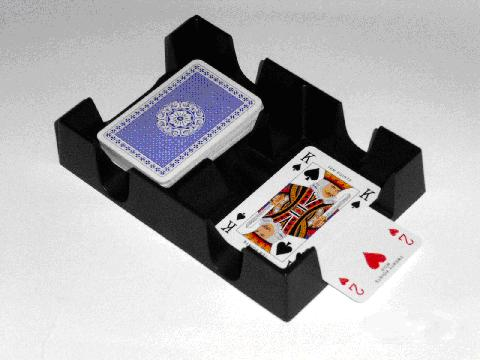
Clásicos "montón" y "pozo" del juego rummy-canasta.

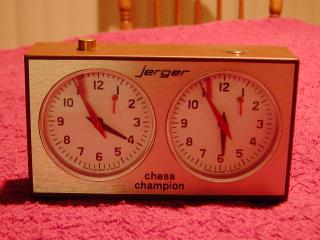
Clásico reloj de ajedrez analógico.

## Términos de juego
Puntos de vidaPermiten blindar a un jugador o un personaje en un juego, o salvarlo si el mismo llega a una situación comprometida; generalmente, cuando los puntos de vida están a cero, el personaje o jugador en dificultades es irremediablemente eliminado.
PartidaUn juego puede jugarse en varias partidas consecutivas, y en ese caso las partidas suelen desarrollarse de manera idéntica o con muy pocas diferencias.
RondaUna partida se compone de una serie de rondas, de uno o varios turnos cada una. Por lo general juega un jugador por turno, respetando la secuencia, por lo que el número de turnos de una ronda es igual al número de jugadores, pero hay juegos en los que se da la circunstancia que en un mismo turno pueden jugar varios jugadores en forma concurrente, e incluso todos los jugadores, y en esos casos un jugador podría obtener alguna ventaja si es rápido y juega primero, moviendo alguna de sus fichas, robando las cartas que están a la vista en la mesa que más le interesan y para las que está habilitado, etc. El cabeza de ronda tiene la ventaja de jugar primero, y a veces tiene una preferencia en caso de empate.
TurnoUna ronda está dividida en turnos. A cada turno, los jugadores realizan sus acciones en forma simultánea unos con otros, o en una determinada secuencia, según sean las circunstancias y las reglas del juego.
FaseEn los juegos recientes o más elaborados, una partida pueden estar dividida en fases, en donde eventualmente puede estar prevista la temporización de las acciones de los jugadores.

## Sinónimos y denominaciones
Para intentar evitar las ambigüedades ligadas a los nombres de las clases de juegos, algunos ludólogos han hecho sus propuestas, por ejemplo juegos de reglas, juegos de mesa, etc. Estas denominaciones realmente no han logrado imponerse con carácter universal, ni han eliminado las ambigüedades o los casos dudosos. En español o francés, algunas denominaciones son adaptaciones de expresiones y definiciones anglo-sajonas.

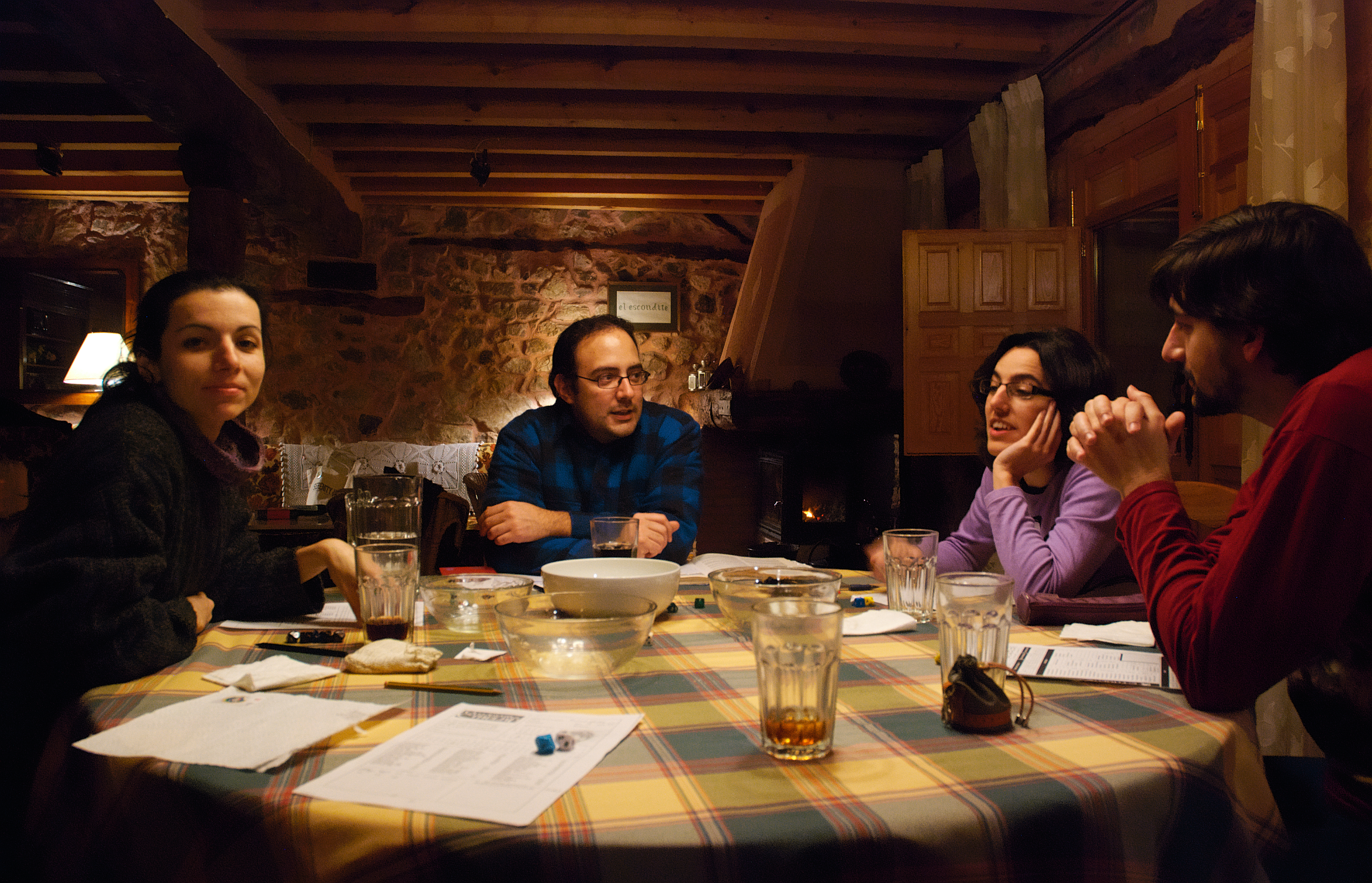
Jugadores durante una partida de un juego de rol. Los dados y las hojas de personaje son ingredientes clásicos de este tipo de partidas.

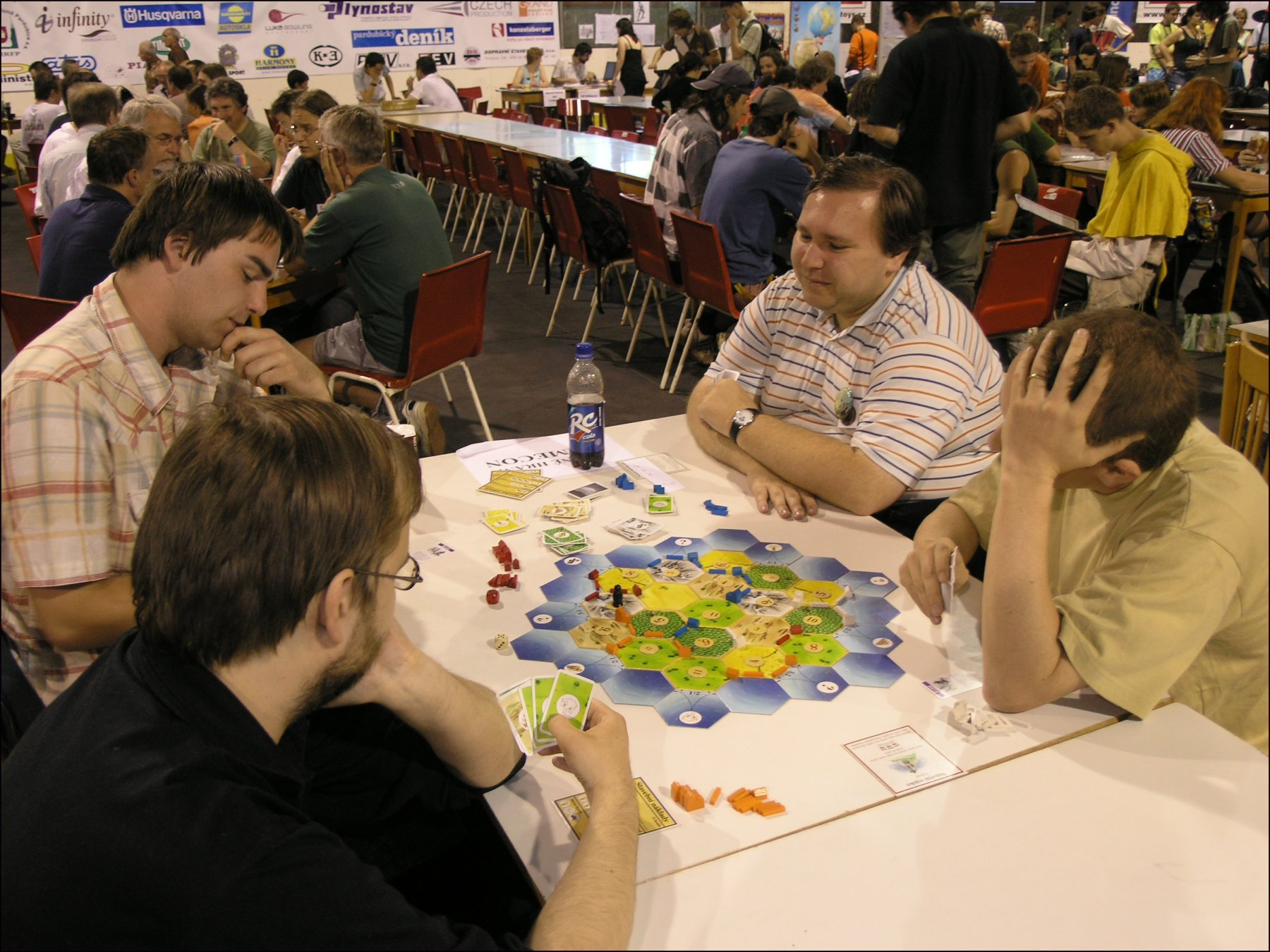
Los Colonos de Catán, primer juego de estilo alemán que rompió las barreras del mercado europeo.

- Por ejemplo, la denominación inglesa board game corresponde en francés a jeu de plateau y en español a juego de tablero. Por su parte, la expresión collectible card game tiene sus equivalentes jeu de cartes à collectionner (francés) y juego de cartas coleccionables (español). Y tabletop role-playing game equivale en francés a jeu de rôle sur table y en español a juego de rol de mesa. En este último caso, el calificativo «de mesa» o «en mesa» sirve para distinguir estos juegos de los juegos de rol en vivo que se practican en salones o en otros ambientes.[13]

- La expresión «juego de tablero» también es utilizada para distinguir los juegos que usan un tablero en madera o cartón donde se disponen piezas o fichas o cualquier otro elemento, de los juegos que se desarrollan sin una superficie especial de base, por ejemplo los juegos que únicamente utilizan cartas comunes o especiales. Una clasificación única basada en las apariencias o en el uso de determinados elementos, puede dar lugar a ambigüedades y dudas, ya que juegos que usan una determinada base a veces hacen uso de un «mazo de cartas», y numerosos juegos de cartas se acomodan a ser jugados en un tablero con determinadas características y marcas.

- A veces puede encontrarse la expresión juego alemán, que en realidad es una traducción literal de la denominación German Boardgame, la que en Estados Unidos designa a un juego de tablero de reglas simples y de duración más o menos limitada, cuyo énfasis está ubicado en las estrategias de los jugadores. Precisamente en dicho país, los juegos así llamados se oponen a los que se denominan juegos de reglas, en los que las duraciones suelen ser mayores, y donde el acento está ubicado en el azar y en los conflictos. Los Colonos de Catán son un ejemplo de juego alemán.[14]

## Historia reciente[15]

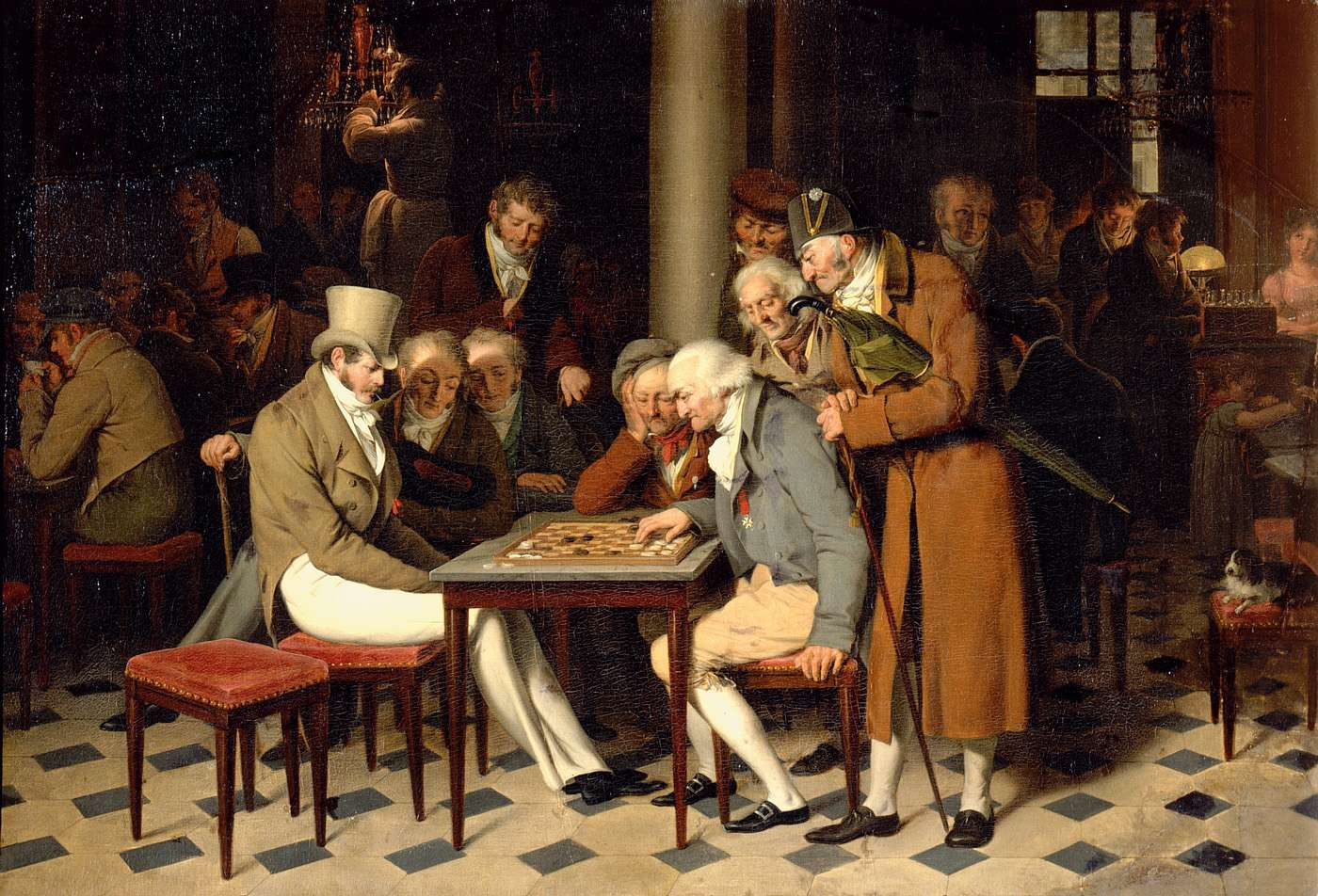
Jugando una partida en el café Lamblin, en París. Pintura de Louis Léopold Boilly.

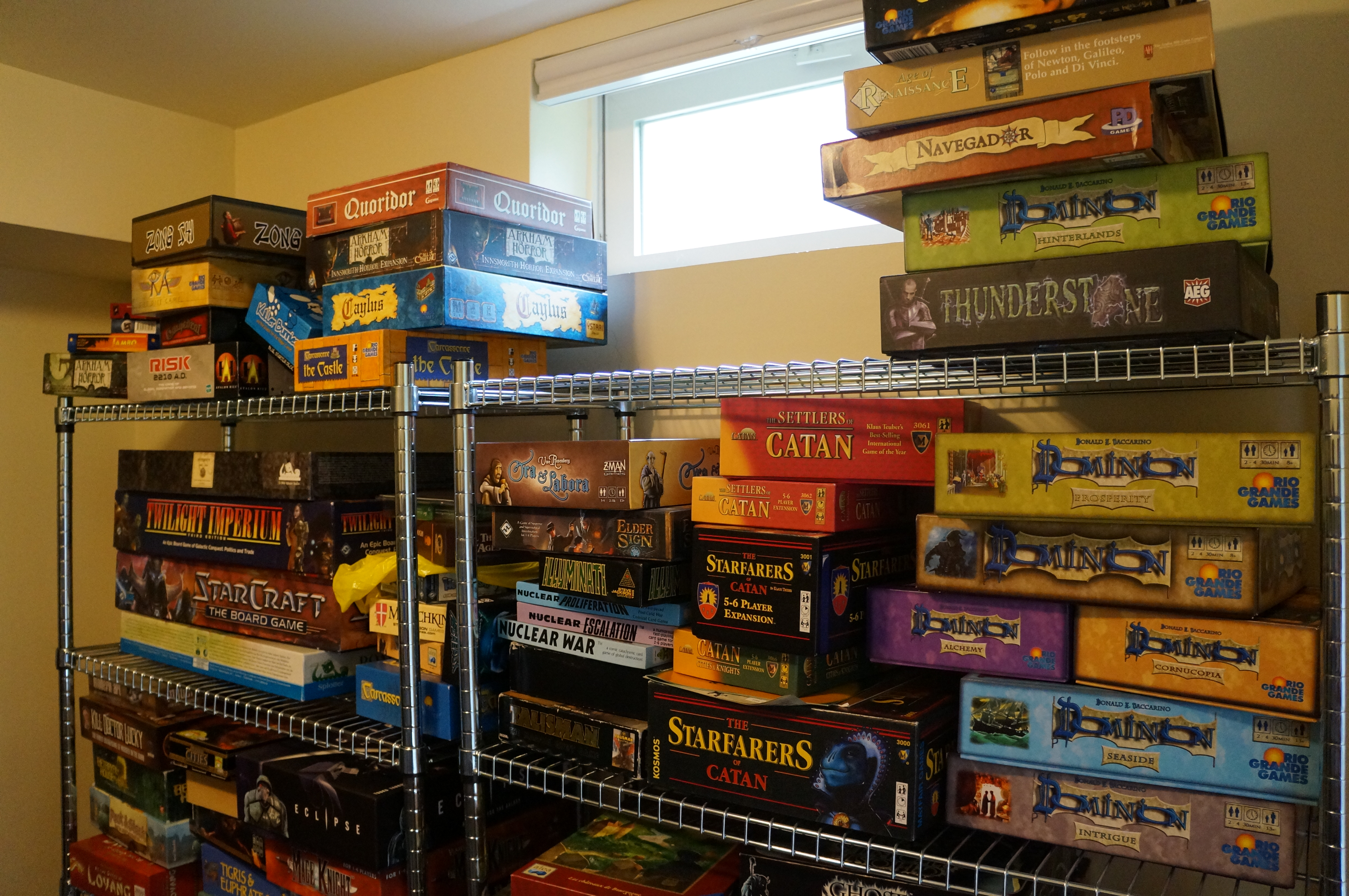
Almacén de juegos sociales en Estados Unidos.

Hasta el comienzo del siglo XX, los juegos fueron actividades libres; entonces, como las reglas y los diseños no estaban sujetos a depósito legal, el material podía ser fabricado o reproducido por cualquier artesano o fabricante.
En el siglo XX, los juegos sociales comenzaron a ser editados por un editor o autor o fabricante o distribuidor, y comenzaron las restricciones en cuanto a quien tenía los derechos de comercialización. En esta época fue precisamente que comenzaron las novedades y variedades en materia de juegos, tales como los que se enumeran seguidamente.
- Monopoly : Creado en los años de la crisis económica de los años 1930, este juego se convirtió en el arquetipo de los juegos « económicos », ya que fue imitado muchas veces (por ejemplo en Richesses du Monde), pero nunca completamente desplazado.[16]

- Scrabble, creado en los años 1950 suplantó al primitivo y simple Lexicon creado en los años 1930, y en alguna medida quedó como líder entre los juegos de letras. Fue patentado en Estados Unidos en 1948.

Cartas del juego Mille Bornes.

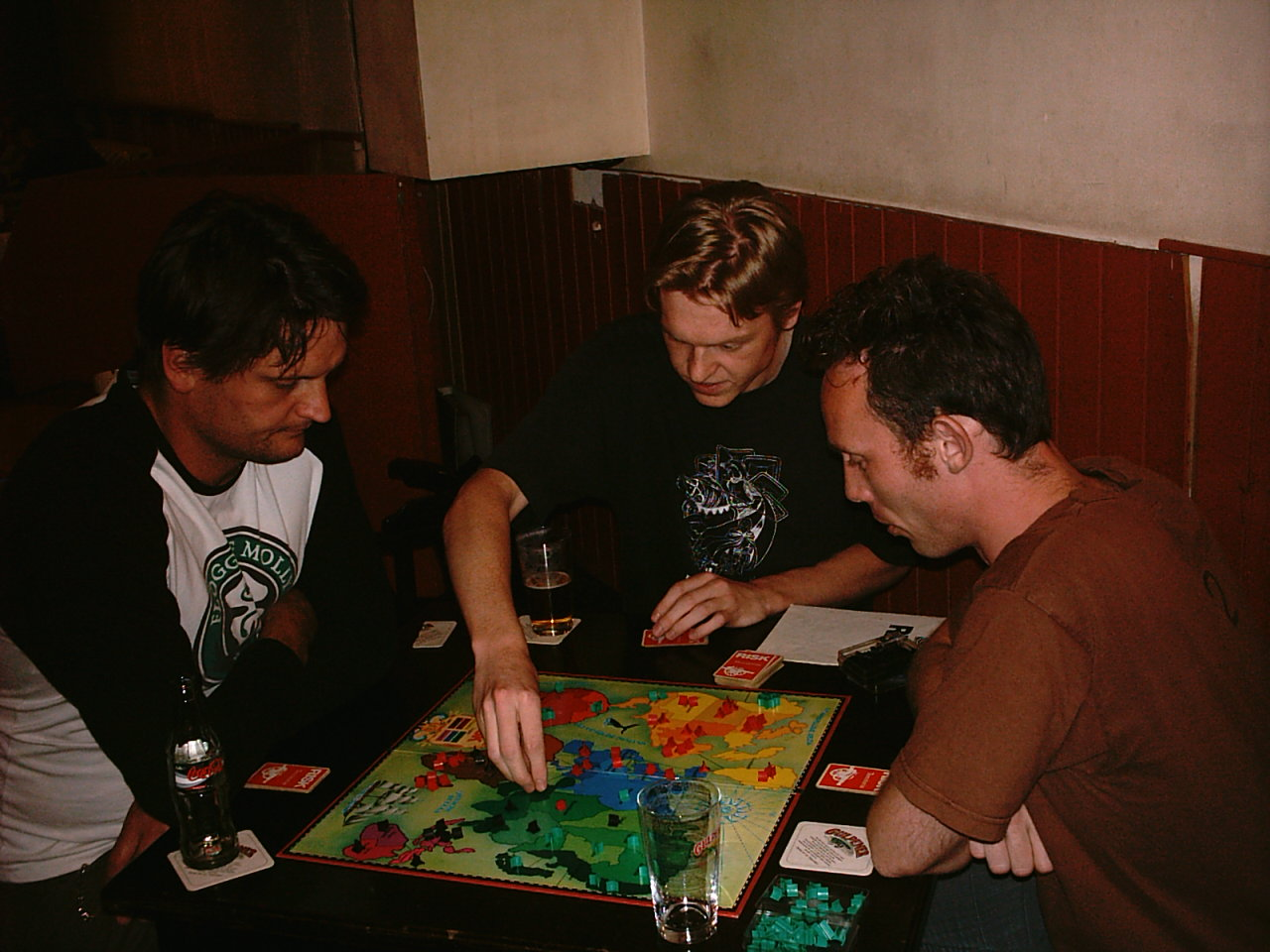
Jugando al Risk.

- 1000 bornes o Mille Bornes, creado en 1954, es uno de los primeros juegos de cartas específicas desarrollados en el siglo XX.

- La conquista del mundo (1957), que rápidamente pasó a llamarse Risk. Este juego, que ilustra combates militares simplificados en extremo, abrió la vía a un universo lúdico considerable : los juegos de simulaciones guerreras y los wargames. "Risk" sin duda contribuyó a hacer conocer al gran público la existencia y el potencial lúdico de los juegos de guerra.[17]

- Tactics II, Gettysburg, y Dispatcher, por Charles S. Roberts (fundador de Avalon Hill, en 1954), y que son considerados los primeros juegos de guerra de tipo "Wargame". Charles S. Roberts también creó el principio de las tablas de resultados de combate (CRT Tables), que son aún utilizados hoy día en la mayoría de los juegos de guerra.

- Diplomacy (1959) es un juego de guerra que presenta un mapa de Europa de 1914 dividido en zonas. Cada jugador controla menos de diez ejércitos, y las reglas de combate son extremadamente simples. El interés del juego reside en las discusiones entre los jugadores (alianzas, engaños, traiciones, ...). Se han hecho campeonatos nacionales e internacionales, así como competiciones por Internet.

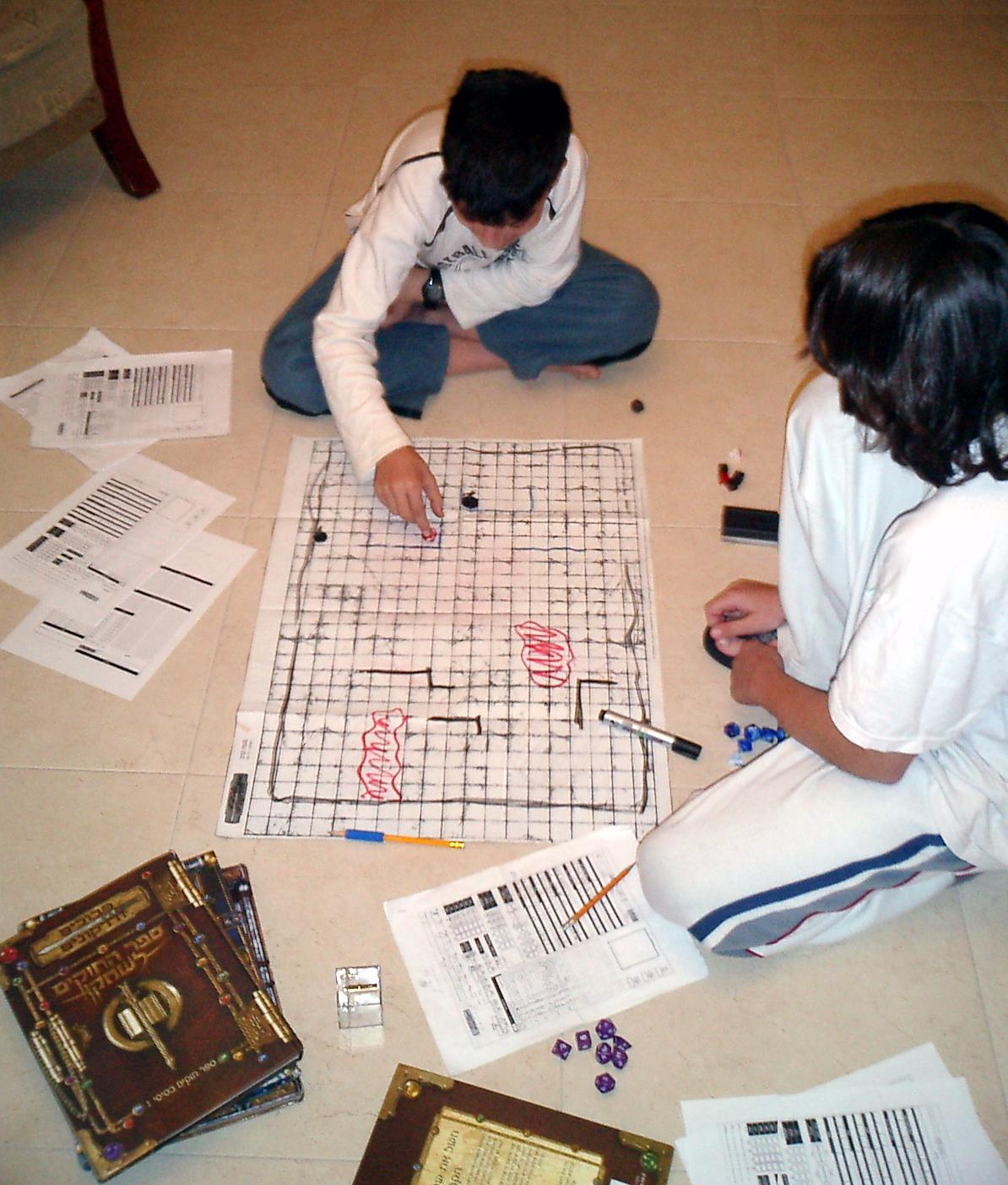
Jugando a Dungeons & Dragons, junto a manual de reglas, hojas de personajes, lápices, dados, y placas del tipo pizarra blanca.

- Dungeons & Dragons (1974) es uno de los primeros juegos de rol, y que en cierto sentido marca el inicio de los juegos de rol modernos. Permite crear aventuras imaginarias, con el soporte material principal de papel, lápices, y algunos dados.

- Trivial Pursuit (1984) fue un suceso mundial. Este juego es de preguntas y respuestas, y su interés radicó que se requería poca preparación para comenzar a jugar, permitiendo reunir en una misma partida a todas las generaciones. Junto al impulso dado por este juego, se crearon y practicaron muchos otros juegos de preguntas-respuestas. En este mismo grupo de juegos de sociedad, también pueden citarse Pictionary y Tabú, que consisten en hacer adivinar a su equipo una palabra dada como incógnita, valiéndose únicamente de dibujos, movimientos, y/o gestos.

- Magic: el encuentro (1993) fue el primero de los juegos de cartas coleccionables basados en un universo medieval fantástico. Estas cartas proponen un juego estratégico mezclado con una parte de azar.

Desde los años 1990, los juegos son concebidos y segmentados según qué tipo de público los usarán… Es la época de la llamada segmentación del mercado o segmentation marketing. A los juegos « estadounidenses » (con reglas más bien complejas, y con partidas largas), se oponen los juegos « alemanes » (con reglas más simples, y partidas de menos de dos horas). A los juegos abstractos (como Blokus) se oponen los juegos temáticos. Y junto a juegos rápidos e interactivos (como Los hombres lobo de Castronegro o Unanimo), destinados a un amplio universo de jugadores, surgieron juegos más complejos y más difíciles de aprender (como Puerto Rico o Caylus), destinados a jugadores más experimentados.

## El juego social en la niñez[18][19][20][21][22][23][24]

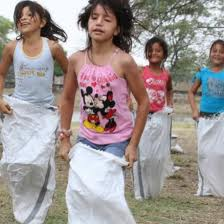
Niños jugando una carrera de embolsados.

El juego es una actividad fundamental en el desarrollo del niño de todas las edades, hasta tal punto que influye tanto en su capacidad posterior para adquirir y asimilar nuevos aprendizajes, como en su futura adaptación a la sociedad en la que va a vivir. El juego podría considerarse una actividad social por excelencia, en la cual pueden verse claramente reflejadas las características del pensamiento, así como las emociones y los sentimientos infantiles. Toda la actividad humana surge de una necesidad innata de explorar y conocer el entorno, e interactuar en el mismo, aumentando a su vez la motivación y la iniciativa, de tal forma que tanto los bebés como los niños de corta edad aprenden, a través del juego, multitud de distintos roles y destrezas, a veces por medio de la observación y la imitación, a veces con la experimentación, a veces por medio de la adopción de normas sociales, etc, todo lo que les será posteriormente de gran utilidad en su vida adulta.
El desarrollo de las habilidades motoras en la niñez debe mucho al juego sensoriomotor, así como el desarrollo cognoscitivo mucho se favorece con el juego imaginativo.
Asimismo, el desarrollo de la personalidad y de las habilidades interpersonales de los niños, y la adquisición del lenguaje, tienen sus raíces en el entorno social y en particular en el juego social.
El juego social es cualquier tipo de juego que implique interacción entre dos o más personas (solamente niños, solamente adultos, o al menos un niño y un adulto). En consecuencia, el juego de práctica o de simulación en la niñez es social cuando participa un niño con alguien más.
Saltar la cuerda solo en la tranquilidad y semipenumbra de un sótano de la casa, es una actividad sensoriomotora solitaria, pero saltar la cuerda en el patio con otros niños, aguardando el turno para entonces saltar y cantar, es una actividad cooperativa y social. Asimismo crear ensoñaciones elaboradas y fantásticas en la soledad del propio dormitorio es un juego imaginativo privado, pero jugar a un juego de simulación o de roles, como ser “tú serás el ladrón y yo el policía”, es un juego imaginativo social.
Tal y como piensan hoy día un gran número de psicólogos y educadores, la infancia no es un simple paso hacia la edad adulta, sino que tiene en sí mismo un valor concreto. Actualmente se admite que en la infancia se encuentran muchas de las claves de lo que será la persona en un futuro. Esta afirmación ha sido especialmente apoyada por Sigmund Freud cuando afirmaba que "toda persona refleja su infancia".
Jean Piaget en el año 1986, analiza en detalle su concepción del juego en su libro "La formación del símbolo en el niño", vinculando la capacidad de jugar a la capacidad de representar o de simbolizar, lo cual ocurre particularmente en el primer año de vida, y se desarrolla con fuerza durante el segundo y el tercer año de vida. Esta etapa se caracteriza por "imaginar o fingir", lo que es la base del juego social. El niño que juega a ser ingeniero o maestro, y la niña que juega a ser enfermera o a dedicarse a las cosas comunes y corrientes de la casa, está internalizando simbólicamente una serie de comportamientos que ha observado, por imitación, hasta que finalmente los arraiga convirtiéndolos en patrones de conducta, que en un futuro le van a ser útiles para adaptarse al mundo que le rodea.
Íntimamente relacionado con el juego está el fenómeno de la imitación. El niño cuando imita a alguien, está acomodando su conducta a ese alguien. En este sentido, Piaget considera que la inteligencia es la totalidad de las estructuras cognoscitivas disponibles. Estas estructuras de conocimiento de que dispone el sujeto son los esquemas. Posteriormente, al interrelacionarnos con el entorno, se incorporan nuevos datos a nuestros esquemas mediante un proceso denominado asimilación. Finalmente el sujeto va a ser capaz de aplicar esquemas generales a datos particulares mediante un proceso de acomodación. Cuando, por ejemplo, un niño de 5 o 6 meses ha logrado abrir después de una serie de intentos una caja determinada, ha ocurrido lo siguiente: En primer lugar, el niño asimila la situación actual "abrir la caja" a una serie de esquemas generales de los que dispone (habilidades manuales, coordinación visomanual, etc.). En segundo lugar, se acomoda a la situación concreta "esta caja y no otra". En tercer lugar, esta situación concreta ha dado lugar al conocimiento práctico de abrir y cerrar no sólo esa caja sino todas las demás, desarrollando, por tanto, un esquema nuevo que será utilizado en un futuro, probablemente no únicamente para abrir cajas, sino para cualquier otra actividad manual similar que le surja. Existe, por tanto, una interacción entre la asimilación y la acomodación, que da lugar al desarrollo de esquemas (adquisición de nuevos conocimientos), lo que va a permitir que el niño se vaya haciendo poco a poco "más inteligente", o sea, se vaya haciendo poco a poco capaz de hacer cosas.
En resumidas cuentas, puede afirmarse que el juego es un recurso creador, tanto en el sentido físico (en cuanto interviene en el desarrollo sensorial, motor, muscular, psicomotriz, etc), como en el sentido mental (el niño pone a trabajar durante su desarrollo todo el ingenio e inventiva que posee, la originalidad, la capacidad intelectiva, su creatividad, etc). El juego tiene, además, un claro valor social, puesto que contribuye a la formación de hábitos de cooperación, de enfrentamiento con situaciones incómodas o con desafíos y, por tanto, contribuye en la adquisición de un conocimiento más realista del mundo que lo rodea.

## Ejemplos de juegos sociales
La clasificación de los juegos sociales plantea algunos inconvenientes. Con frecuencia, los juegos presentan diversas características, y en muchos casos ello conlleva a que pertenezcan a varias familias de juegos. Por ejemplo el UNO es a la vez un juego de cartas  un juego de azar. Y el ajedrez es a la vez un juego de estrategia y un juego combinatorio abstracto.

### Juegos de cartaso dedominós
Los juegos de cartas pueden utilizar cartas tradicionales, como es el caso del bridge, el póquer (o póker), el rummy, etc. Se emplean uno o varios mazos de cartas, cuyos diseños y colores se usan desde hace tiempo en una gran variedad de juegos. 
Otros juegos, en cambio, utilizan cartas específicas y particulares. Algunos entre ellos son juegos tradicionales, como el juego de las 7 familias. En cambio otros fueron creados por autores o editores más recientemente, como Bang! o Ciudadelas. También algunos están inspirados en juegos clásicos, aunque el uso de cartas específicas les confirió un renovado interés, al ser más agradables e instintivos; así por ejemplo el Speed, el Jungle Speed o el UNO.
El Mahjong es un juego de dominó con un mecanismo parecido al usado en el juego de cartas rummy canasta.

### Juegos de estrategia

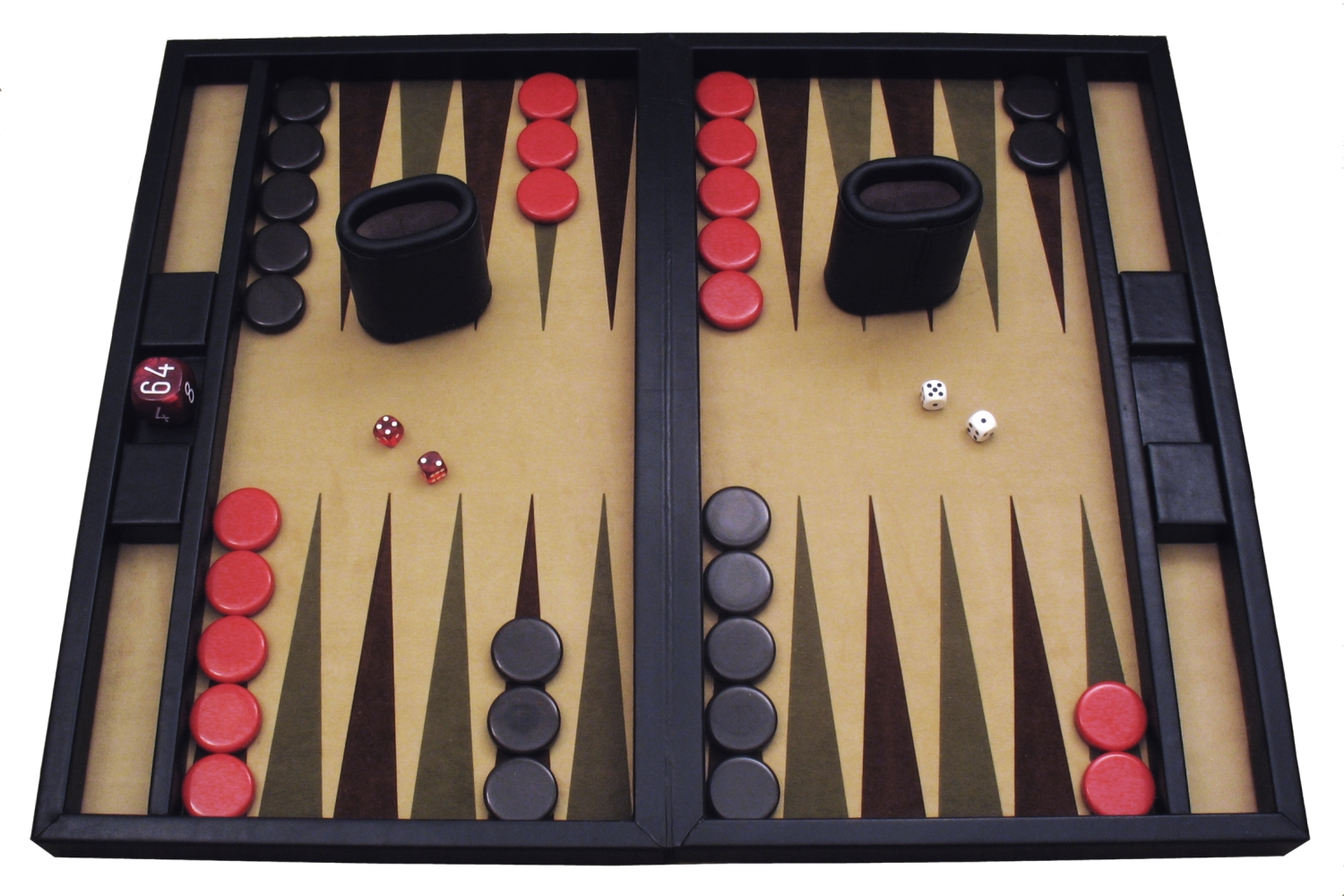
Tablero de backgammon con dos áreas de juego, una para cada jugador, y cada una con quince fichas, dos dados, y un cubilete.

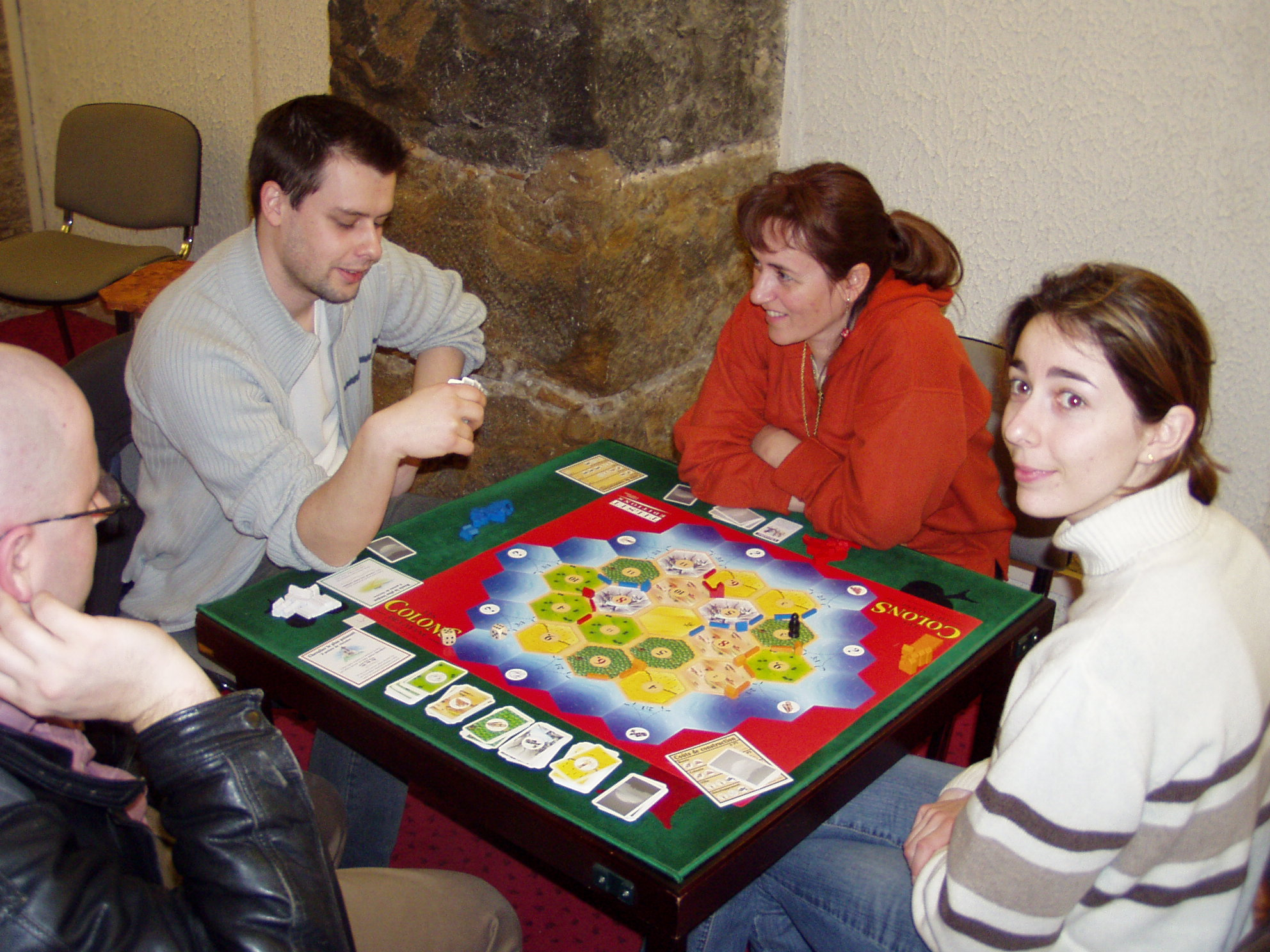
Partida de campeonato en Lyon (Francia) de "Les Colons de Catane", marzo de 2004.

En relación con juegos sociales, existen varios tradicionales juegos de estrategia, tales como backgammon, trictrac, damas, puluc (este último de origen sud-americano) …
A partir del siglo XX, surgieron numerosos juegos entre los cuales hay unos cuantos juegos de estrategia, por ejemplo juegos de deducción como Batalla naval y Cluedo, por ejemplo juegos de conquistas como Risk, Stratego, Tigris & Euphrates  … Otros tipos de juegos simulan economías o civilizaciones, por ejemplo Los Colonos de Catán y Puerto Rico …
Full Métal Planète por su parte, es un juego social que pone a los jugadores en el rol de colonos exploradores que explotan las riquezas minerales de un planeta lejano.
Ciertos juegos de estrategia propician que se recurra a influenciar o manipular a los jugadores de alguna forma, o a engañarles o distraerlos, como por ejemplo en los juegos de negociación, entre los que pueden citarse a Diplomacy, Nomic, Junta, Djambi (o Ajedrez de Maquiavelo) … 
Los videojuegos también son propicios para con ellos implementar juegos de estrategia.

### Juegos de estrategia combinatoria
Cuando la reflexión es el único motor del juego, porque el azar no tiene lugar, generalmente solo se admiten dos jugadores. En estos casos se suele decir que se trata de «juegos abstractos de estrategia combinatoria».
Ciertos juegos de este tipo son clásicos o tradicionales, como ser oware, damas, ajedrez, shōgi, xiangqi, juego de go, mientras que otros fueron creados por sus autores ya terminando el siglo XX, como Abalone, GIPF, Conecta 4. Algunos juegos de este tipo son muy simples, como es el caso del Juego de Nim.
En los últimos años, se introdujeron en el mercado nuevos juegos de autor de estrategia combinatoria, y entre ellos algunos alcanzaron amplia difusión, como ser Gobblet o Quarto.

### Juego de letras
Este tipo de juegos puede tener por objetivo formar anagramas o simples palabras, y pueden jugarse con dados (como en el caso del Boggle), o con plaquetas (como en el Jarnac o el Scrabble), o con cartas especiales (como en el caso del Lexicon), o con algo equivalente bajo forma de un videojuego (como ser el Tetris).

### Juegos de azar

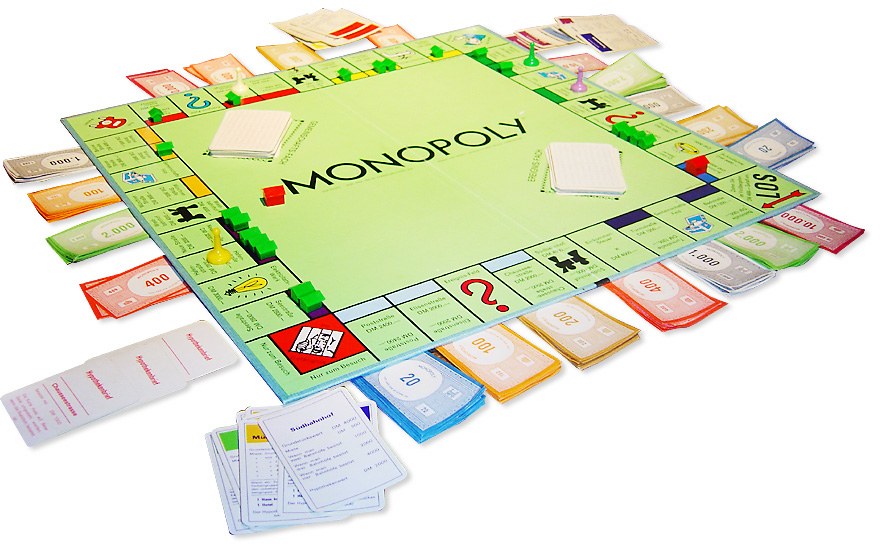
Tablero del juego Monopoly (versión en alemán).

En los juegos de azar puros, el resultado del juego enteramente o casi enteramente depende del azar, como por ejemplo en el Juego de la oca, el juego de cartas War, el Bono Loto, la Lotería Primitiva, la Lotería (lotería de cartones o lotería pública), etc.
En los juegos de azar razonados, el azar interviene, pero allí conviene recurrir a la reflexión y al cómputo de probabilidades. Son ejemplos de esta clase de juego los siguientes: Backgammon, Trictrac, Ludo, Parchís, Monopoly, Poker.

### Juegos de habilidad psicomotora

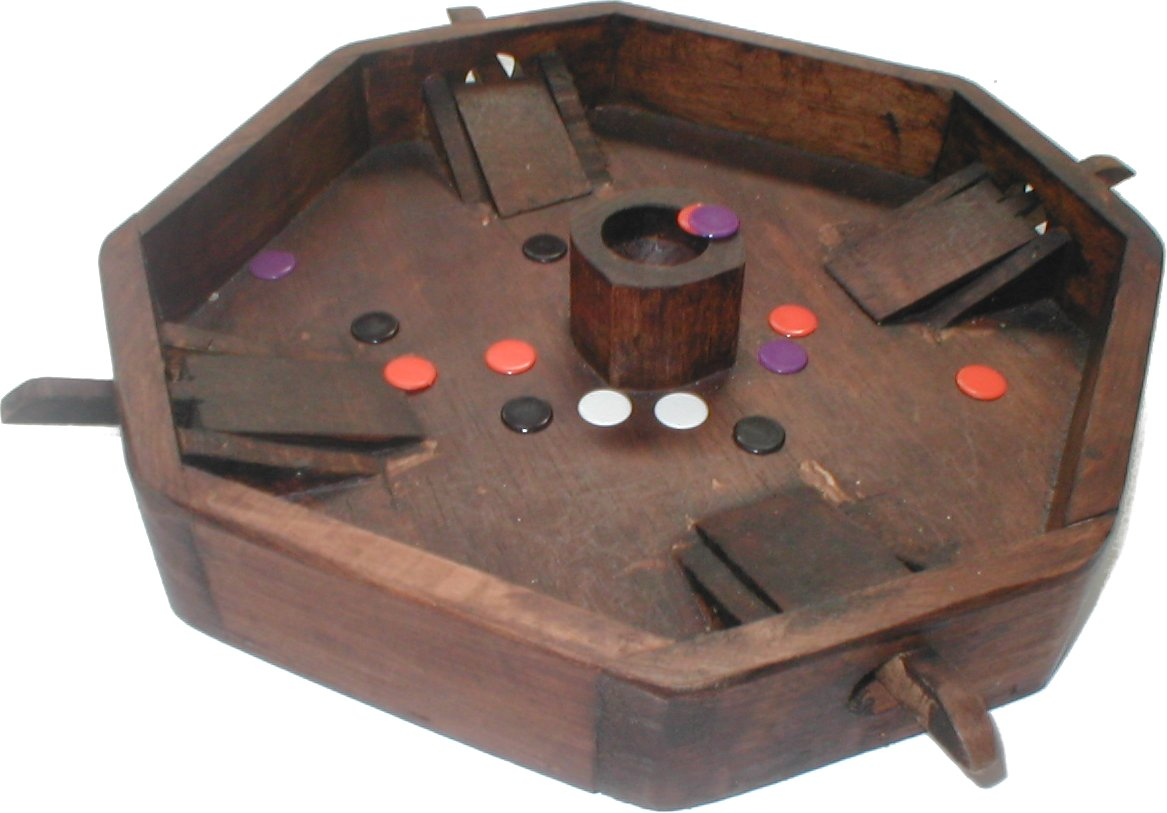
Tablero del juego de pulgas con catapultas.

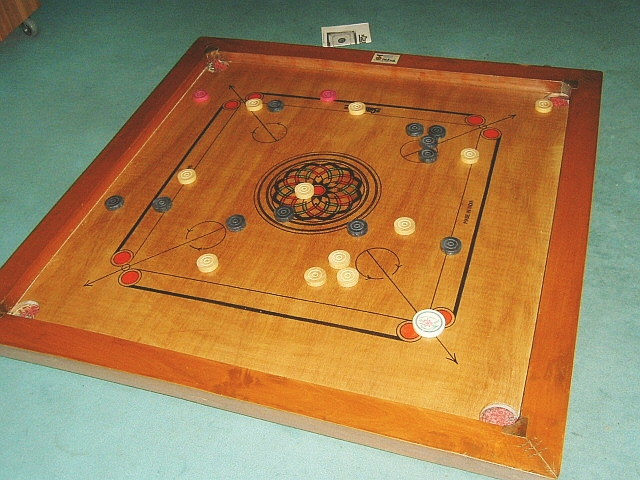
Tablero y fichas de Carrom.

Estos juegos se basan en la habilidad física. Uno de los más conocidos juegos de este tipo es el llamado Mikado, pero pueden citarse otros como ser el Juego de pulgas (también conocido como Jeu de puces −en francés− y como Tiddlywinks −en inglés−) así como también el Villa Paletti.
Por su parte, el carrom es un juego de habilidad y destreza, que a partir de cierto nivel puede ser considerado un juego de estrategia.

### Juegos de sociedad
Estos juegos tienen por objetivo hacer que jueguen juntos un número importante de jugadores. Con frecuencia, las reglas aquí son muy simples, pues el objetivo principal esencialmente es pasar un momento agradable y divertido en familia o con los amigos. Además, en el desarrollo del juego con frecuencia se deben responder preguntas, por ejemplo en relación con conocimientos de tipo escolar o sobre sucesos de actualidad; tal es el caso de los juegos Trivial Pursuit o Time's Up!. Otra alternativa consiste en mezclar en ese ambiente conceptos tomados de los juegos de rol, como es el caso de Los hombres lobo de Castronegro.

### Juegos cooperativos
En un juego de mesa cooperativo, todos los jugadores deben coordinarse entre sí a efectos de alcanzar un objetivo común.
Por ejemplo, en Pandémie los jugadores luchan contra la propagación de enfermedades, y en Ghost Stories protegen una ciudad contra una invasión de fantasmas.
Una variante es el juego semi-cooperativo, o la modalidad « todos contra uno », en donde y por lo general, un jugador cumple el rol de malvado o delincuente ; ejemplos: Doom, Les Mousquetaires du Roy… Ciertos juegos cooperativos contienen una extensión que precisamente permite asignar tal rol especial ; ejemplos: Le Seigneur des Anneaux, Pandémie.
Los juegos de rol son, casi por definición, juegos cooperativos.

## Premios y distinciones
Hay varios premios que recompensan a los nuevos y mejores juegos sociales, entre los que se destacan los siguientes:
- Spiel des Jahres (Juego del año): Premio alemán atribuido por un jurado conformado por periodistas;
- Deutscher Spiele Preis (Premio del juego alemán): Premio alemán atribuido por los jugadores;
- Jeu de l'année: Premio francés que se fusionó con el As d'Or del 'Festival des jeux' de Cannes, atribuido por un jurado de personalidades;
- Juego del Año: Premio entregado durante el Encuentro Nacional de Juegos de Mesa de España. Se decide mediante los votos de un jurado o de los asistentes al evento;
- Origins Award: Varios premios por categorías, atribuidos en lo esencial a juegos estadounidenses;
- Charles S. Roberts Awards - CSR Awards: Concurso anual de juegos de guerra «Wargame», nominaciones y varios premios atribuidos por categoría y tipo de juego;
- Speelgoed van het jaar (Juego del año de los Países Bajos): Premio atribuido por los jugadores;
- Tric-trac d'or: Premio francés atribuido por los internautas frecuentes del sitio digital Tric-trac (por sus notas) y por un jurado que se reúne una vez al año;
- Les Trois Lys: Premio canadiense atribuido por un jurado de periodistas y de jugadores frecuentes. Están previstas tres categorías: 'Lys Enfant', 'Lys Grand Public', 'Lys Passionné'.

## Otros juegos modernos
A partir de los años 1960, los autores de juegos comenzaron a salir del anonimato, y su nombre y datos frecuentemente comenzaron a incluirse en las cajas de los propios juegos o en el manual que explicaba las reglas. Y sin duda ese fue un cambio importante, ya que sobre los juegos de mayor antigüedad se desconocen sus respectivos autores.

## Documentos recomendados
- El juego en el desarrollo infantil, documento pdf, sitio digital 'McGraw-Hill'.
- Piaget y el valor del juego en su Teoría Estructuralista, sitio digital 'Biblioteca UCM / Revista eInnova'.